# Sportjahr 1976
Liste der Sportjahre

◄◄ | ◄ | 1972 | 1973 | 1974 | 1975 | Sportjahr 1976 | 1977 | 1978 | 1979 | 1980 | ► | ►►

Weitere Ereignisse   · Olympische Spiele · Olympische Winterspiele

## Badminton
Höhepunkte des Badmintonjahres 1976 waren der Thomas Cup 1976 sowie die All England, die Irish Open, die Scottish Open, die German Open, die Dutch Open, die Denmark Open, die French Open und die Europameisterschaft.

### Internationale Veranstaltungen
| Veranstaltung | Herreneinzel   | Dameneinzel   | Herrendoppel                  | Damendoppel                      | Mixed                       |
| ------------- | -------------- | ------------- | ----------------------------- | -------------------------------- | --------------------------- |
| All England   | Rudy Hartono   | Gillian Gilks | Bengt Fröman Thomas Kihlström | Gillian Gilks Sue Pound Whetnall | Derek Talbot Gillian Gilks  |
| Denmark Open  | Svend Pri      | Lene Køppen   | David Eddy Eddy Sutton        | Joke van Beusekom Marjan Luesken | Steen Skovgaard Lene Køppen |
| French Open   | Peter Penneket | Yu Yuk Geor   | David Hunt Peter Penneket     | Lim Shour Yu Yuk Geor            | Liao Kun-fu Lim Shour       |
| German Open   | Paul Whetnall  | Gillian Gilks | Bengt Fröman Thomas Kihlström | Gillian Gilks Susan Whetnall     | Mike Tredgett Nora Gardner  |
| Swedish Open  | Sture Johnsson | Gillian Gilks | Flemming Delfs Elo Hansen     | Margaret Beck Gillian Gilks      | Steen Skovgaard Lene Køppen |

## Leichtathletik
- 22. Juni – Margarita Simu, Schweden ging die 10.000 Meter Gehen der Damen in 49:04 Minuten.
- 28. Juni – Tatjana Kasankina, Sowjetunion, lief die 1500 Meter der Damen in 3:56,0 Minuten.
- 4. Juli – Niklina Schterewa, Bulgarien, lief die 1000 Meter der Damen in 2:33,8 Minuten.
- 4. Juli – Iwanka Christowa, Bulgarien, stieß im Kugelstoßen der Damen 21,89 Meter.
- 10. Juli – Ruth Fuchs, DDR erreichte im Speerwurf der Damen 69,12 Meter.
- 25. Juli – Alberto Juantorena, Kuba, lief die 800 Meter der Herren in 1:43,5 Minuten.
- 25. Juli – Edwin Moses, USA, lief die 400 Meter Hürden der Herren in 47,64 Sekunden.
- 25. Juli – Annegret Richter, Deutschland, lief die 100 Meter der Damen 11,01 Sekunden.
- 26. Juli – Miklós Németh, Ungarn, warf im Speerwurf der Herren 94,58 Meter.
- 26. Juli – Tatjana Kasankina, Sowjetunion, lief die 800 Meter. der Damen in 1:54,9 Minuten.
- 28. Juli – Anders Gärderud, Schweden, lief die 3000 Meter Hindernis der Herren in 8:08,0 Minuten.
- 29. Juli – Irena Szewińska, Polen, lief die 400 Meter der Damen in 49,29 Sekunden.
- 29. Juni – Earl Bell, USA, erreichte im Stabhochsprung der Herren 5,67 Meter.
- 30. Juni – Daniel Bautista, Mexiko, ging im 20.000-Meter-Gehen der Herren in 1:23:40 Stunden.
- 1. Juli – Mac Wilkins, USA, erreichte im Diskuswurf der Herren 70,86 Meter.
- 10. Juli – Alexander Baryschnikow, Sowjetunion, erreichte im Kugelstoßen der Herren 22,00 Meter.
- 12. Juli – Walentina Gerassimowa, Sowjetunion, lief die 800 Meter der Damen in 1:56,0 Minuten.
- 21. Juli – Grete Waitz, Norwegen, lief die 3000 Meter der Damen in 8:45,4 Minuten.
- 22. Juli – Irena Szewińska, Polen, lief die 400 Meter der Damen in 49,75 Sekunden.
- 22. Juli – David Roberts, USA, erreichte im Stabhochsprung der Herren 5,70 Meter.
- 25. Juli – Annegret Richter, DDR, lief die 100 Meter der Damen in 11,01 Sekunden.
- 25. Juli – Edwin Moses, USA, lief die 400 Meter Hürden der Herren in 47,64 Sekunden.
- 28. Juli – Tatjana Kasankina, Sowjetunion, lief die 1500 Meter der Damen in 3:56,0 Minuten.
- 30. Juli – Bruce Jenner, USA, erreichte im Zehnkampf der Herren 8634 Punkte.
- 4. August – Dwight Stones, USA, sprang im Hochsprung der Herren 2,32 Meter.
- 7. August – Ljudmila Bragina, Sowjetunion, lief die 3000 Meter der Damen in 8:27,1 Minuten.
- 16. August – Alberto Juantorena, Kuba, lief die 800 Meter der Herren in 1:43,5 Minuten.
- 26. August – Tatjana Kasankina, Sowjetunion, lief die 800 Meter der Damen in 1:54,9 Minuten.
- 28. August – Anders Gärderud, Schweden, lief die 3000 Meter Hindernis der Herren in 8:08,0 Minuten.
- 29. August – Irena Szewińska, Polen, lief die 400 Meter der Damen in 49,29 Sekunden.
- 30. August – Bruce Jenner, USA, erreichte im Zehnkampf der Herren 8618 Punkte.
- 6. September – Ljudmila Bragina, Sowjetunion, lief die 3000 Meter der Damen in 8:27,12 Minuten.
- 23. Oktober – Faina Melnik, Sowjetunion, erreichte im Diskuswurf der Damen 70,50 Meter.

## Motorradsport

### Formel 750
- Den Titel in der zur Motorrad-Europameisterschaft zählenden Formel 750 sichert sich der 28-jährige Spanier Víctor Palomo auf Yamaha vor dem US-Amerikaner Gary Nixon (Kawasaki) und dem Briten Gary Nixon (Suzuki).

## Radsport
- DDR-Rundfahrt 1976
- Harzrundfahrt 1976
- Rund um Berlin 1976

## Tennis
- Grand-Slam-Turniersieger (Herren):
  - Australian Open:  Mark Edmondson
  - French Open:  Adriano Panatta
  - Wimbledon:  Björn Borg
  - US Open:  Jimmy Connors
- Grand-Slam-Turniersieger (Damen):
  - Australian Open:  Evonne Cawley
  - French Open:  Sue Barker
  - Wimbledon:  Chris Evert
  - US Open:  Chris Evert

## Tischtennis
- Tischtennis-Europameisterschaft 1976 27. März bis 4. April in Prag
- Länderspiele Deutschlands (Freundschaftsspiele)
  - 25. Februar: Hamburg: D. – China 2:5 (Herren)
  - 25. Februar: Hamburg: D. – China 0:5 (Damen)
- Europaliga
  - 25. Februar: Düsseldorf: D. – Bulgarien 7:0 (Damen + Herren)
  - 4. März: Innsbruck: D. – Österreich 7:0 (Damen + Herren)
  - 30. September: Erlangen: D. – Jugoslawien 5:2 (Damen + Herren)
  - 14. Oktober: Nancy: D. – Frankreich 1:6 (Damen + Herren)
  - 4. November: Trier: D. – Schweden 2:5 (Damen + Herren)
  - 15. Dezember: Jülich: D. – UdSSR 2:5 (Damen + Herren)

## Geboren

### Januar

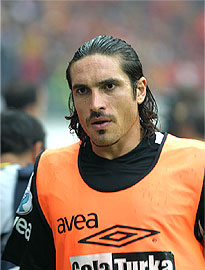
Mustafa Doğan

- 01. Januar: Mustafa Doğan, deutscher Fußballspieler
- 02. Januar: Danilo Di Luca, italienischer Radrennfahrer
- 03. Januar: Lee Hyung-taik, südkoreanischer Tennisspieler
- 07. Januar: Grigori Andrejew, russischer Marathonläufer
- 08. Januar: Zeng Yaqiong, chinesische Badmintonspielerin
- 09. Januar: Amy Gillett, australische Ruderin und Radrennfahrerin († 2005)
- 09. Januar: Todd Grisham, US-amerikanischer Sportjournalist
- 16. Januar: Artjom Argokow, kasachischer Eishockeyspieler
- 16. Januar: Martina Moravcová, slowakische Schwimmerin
- 20. Januar: Til Bettenstaedt, deutscher Fußballspieler
- 20. Januar: Pablo Lastras, spanischer Radrennfahrer
- 20. Januar: Conchita Martínez Granados, spanische Tennisspielerin
- 20. Januar: Yann Pivois, französischer Radrennfahrer
- 21. Januar: Amin Asikainen, finnischer Boxer
- 21. Januar: Alexander Bommes, deutscher Handballspieler und Fernsehmoderator
- 21. Januar: Igors Stepanovs, lettischer Fußballspieler
- 22. Januar: Stefan van Dijk, niederländischer Radrennfahrer
- 22. Januar: Li Ju, chinesische Tischtennisspielerin
- 22. Januar: Pannipar Kamnueng, thailändische Fußballschiedsrichterin
- 25. Januar: Kerstin Kowalski, deutscher Ruderin
- 26. Januar: Eric Detlev, deutscher Basketballtrainer und -funktionär
- 27. Januar: Ahn Jung-hwan, südkoreanischer Fußballspieler
- 28. Januar: Hamid Merakchi, algerischer Fußballspieler († 2024)
- 29. Januar: Karsten Kroon, niederländischer Radrennfahrer
- 30. Januar: Cristian Brocchi, italienischer Fußballspieler
- 31. Januar: Traianos Dellas, griechischer Fußballspieler
- 31. Januar: Buddy Rice, US-amerikanischer Automobilrennfahrer
- 31. Januar: Tomáš Zíb, tschechischer Tennisspieler

### Februar

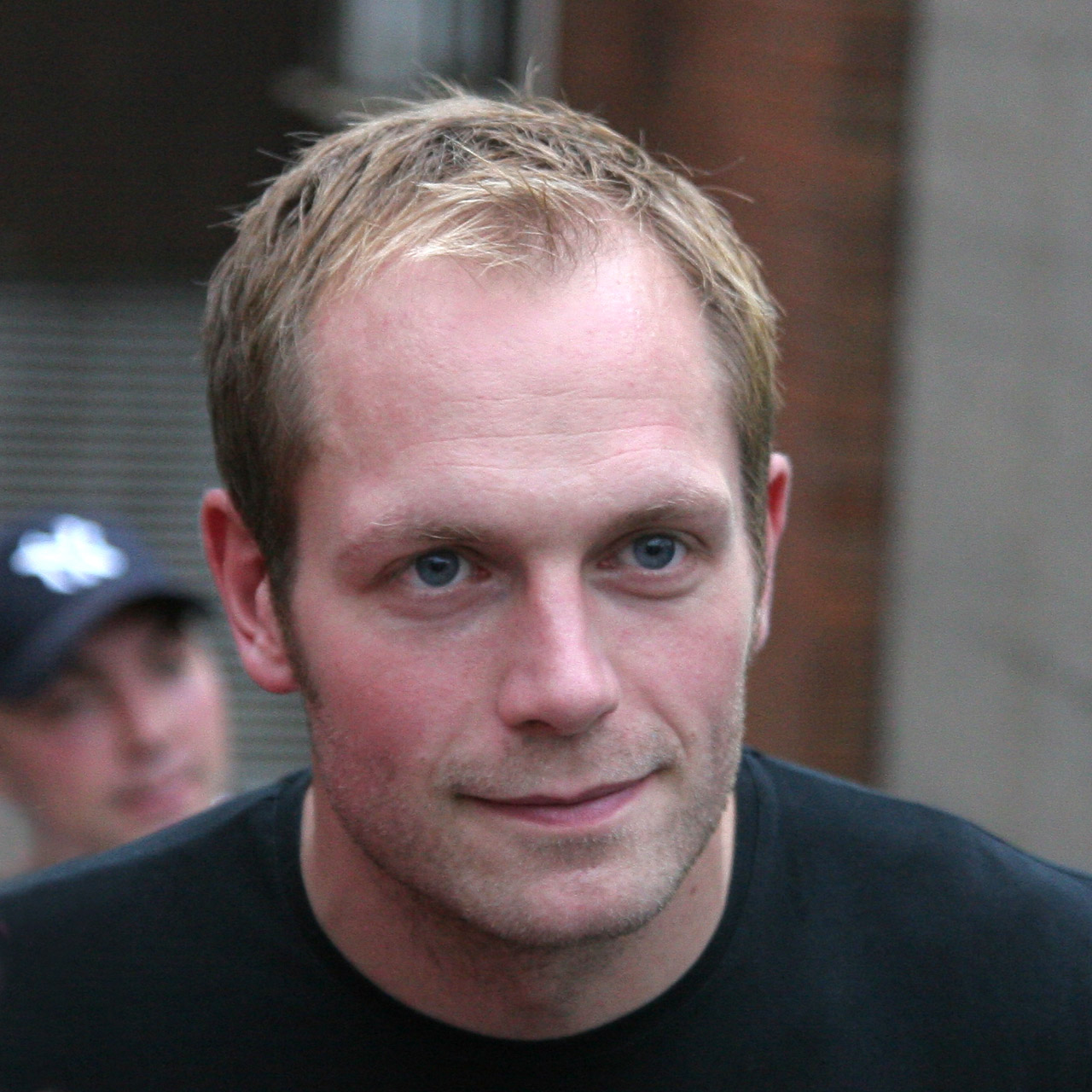
Kasper Hvidt

- 03. Februar: Stéphane Antiga, französischer Volleyballspieler und -trainer
- 04. Februar: Masaki Kanō, japanischer Automobilrennfahrer
- 05. Februar: Altan Aksoy, türkischer Fußballspieler
- 05. Februar: John Aloisi, australischer Fußballspieler und -trainer
- 05. Februar: Gökhan Arslan, türkischer Kickboxer
- 06. Februar: Tanja Frieden, Schweizer Snowboarderin
- 06. Februar: Kasper Hvidt, dänischer Handballtorwart
- 07. Februar: Brian White, US-amerikanischer Eishockeyspieler
- 08. Februar: Nicolas Vouilloz, französischer Mountainbiker und Rallyefahrer
- 09. Februar: Ionela Târlea, rumänische Leichtathletin
- 10. Februar: Carlos Jiménez Sánchez, spanischer Basketballspieler
- 11. Februar: Ricardo, portugiesischer Fußballspieler
- 11. Februar: Alenka Dovžan, slowenische Skiläuferin
- 12. Februar: Carsten Mahnecke, deutscher Handballspieler
- 13. Februar: Jörg Bergmeister, deutscher Automobilrennfahrer
- 15. Februar: Francisco Neri, brasilianischer Fußballspieler
- 15. Februar: Óscar Freire, spanischer Radrennfahrer
- 17. Februar: Jens Howe, deutscher Florettfechter
- 17. Februar: Almira Scripcenco, französische Schachspielerin
- 17. Februar: Dov Zifroni, israelischer Schachspieler
- 18. Februar: Thomas Schmidt, deutscher Kanute
- 19. Februar: Andrew Pitt, australischer Motorradrennfahrer
- 22. Februar: Christopher Isengwe, tansanischer Leichtathlet
- 23. Februar: Roberto Echeverría, chilenischer Leichtathlet
- 23. Februar: Víctor, spanischer Fußballspieler
- 24. Februar: Marco Campos, brasilianischer Automobilrennfahrer († 1995)
- 24. Februar: Bradley McGee, australischer Radrennfahrer
- 25. Februar: Samir Muratović, bosnisch-herzegowinischer Fußballspieler
- 26. Februar: Andreas Nauroth, deutscher Fußballspieler
- 26. Februar: Mauro Lustrinelli, Schweizer Fußballspieler
- 27. Februar: Ludovic Capelle, belgischer Radrennfahrer
- 27. Februar: Enrico Fantini, italienischer Fußballspieler
- 28. Februar: Geri Çipi, albanischer Fußballspieler
- 28. Februar: Anna Disselhoff, deutsche Handballspielerin
- 28. Februar: Audun Grønvold, norwegischer Skiläufer († 2025)
- 28. Februar: Damian Wleklak, polnischer Handballspieler
- 29. Februar: Milaim Rama, Schweizer Fußballspieler

### März
- 01. März: Alex Debón, spanischer Motorradrennfahrer
- 02. März: França, brasilianischer Fußballspieler
- 04. März: Vic Wunderle, US-amerikanischer Bogenschütze
- 05. März: Carsten Cullmann, deutscher Fußballspieler
- 05. März: Šarūnas Jasikevičius, litauischer Basketballspieler
- 05. März: Tomáš Martinec, deutscher Eishockeyspieler
- 05. März: Adriana Serra Zanetti, italienische Tennisspielerin
- 07. März: Sebastian Gheorghe, rumänischer Fußballschiedsrichterassistent
- 08. März: Nicole Aish, US-amerikanische Langstreckenläuferin
- 09. März: Anier García, kubanischer Leichtathlet
- 09. März: Francisco Mancebo, spanischer Radsportler
- 10. März: Eladio Jiménez, spanischer Radrennfahrer

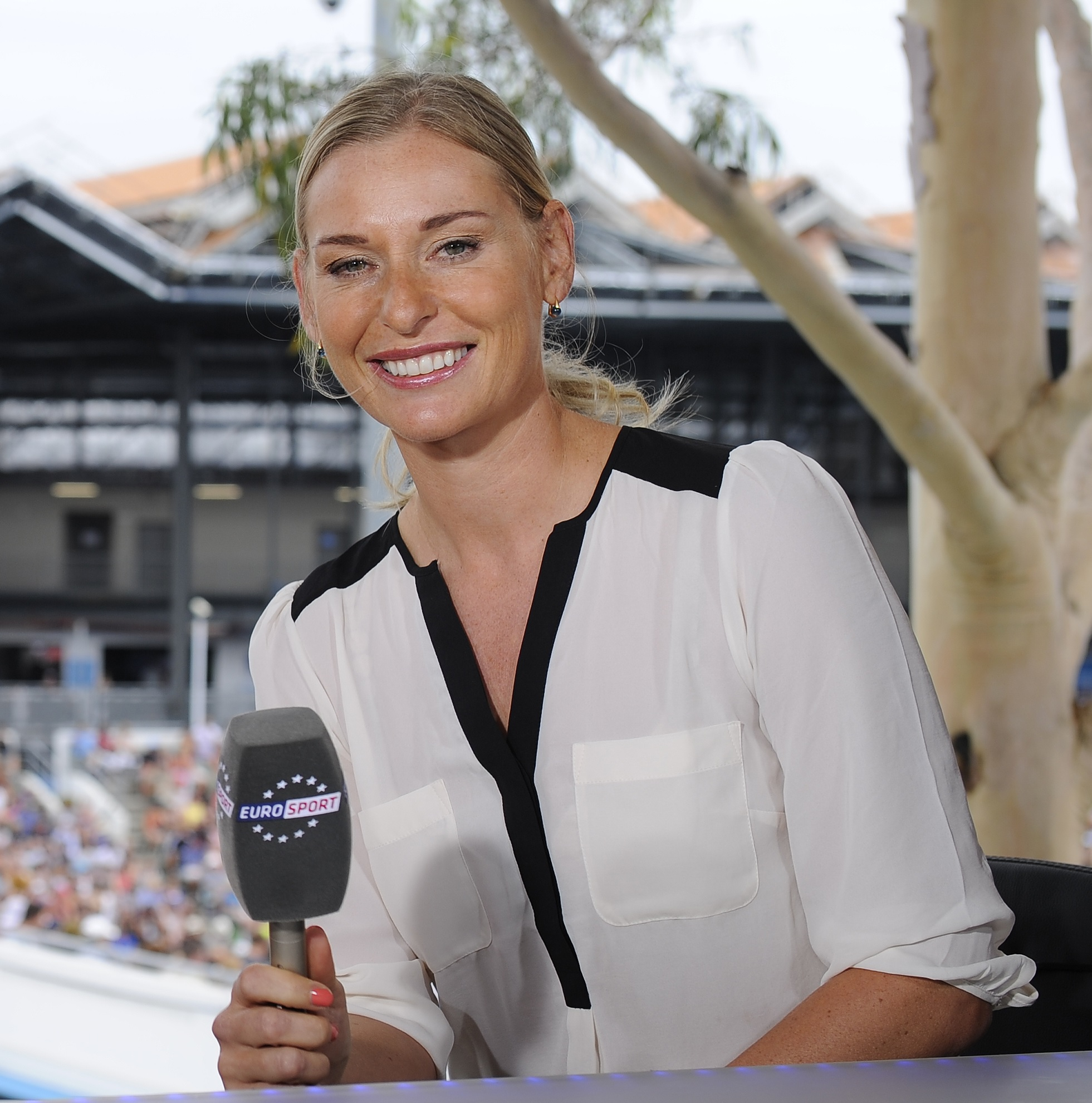
Barbara Schett

- 10. März: Barbara Schett, österreichische Tennisspielerin
- 12. März: Andreas Erm, deutscher Leichtathlet
- 14. März: Jan-Olaf Immel, deutscher Handballspieler
- 14. März: Sarah Ulmer, neuseeländische Radrennfahrerin
- 14. März: Phil Vickery, englischer Rugbyspieler
- 16. März: Zhu Chen, chinesische Schachspielerin
- 16. März: Pál Dárdai, ungarischer Fußballspieler
- 17. März: Satoshi Hirose, japanischer Radrennfahrer
- 17. März: Álvaro Recoba, uruguayischer Fußballspieler
- 17. März: Todd Perry, australischer Tennisspieler
- 19. März: Alessandro Nesta, italienischer Fußballspieler
- 20. März: Kristian Hammer, norwegischer Nordisch Kombinierer
- 20. März: Andrus Utsar, estnischer Gewichtheber
- 22. März: Sven Butenschön, deutsch-kanadischer Eishockeyspieler
- 23. März: Chris Hoy, schottischer Bahnrad- und Motorsportler
- 23. März: Ricardo Zonta, brasilianischer Automobilrennfahrer
- 24. März: Peyton Manning, US-amerikanischer American-Football-Spieler
- 25. März: Lars Figura, deutscher 400-Meter-Läufer

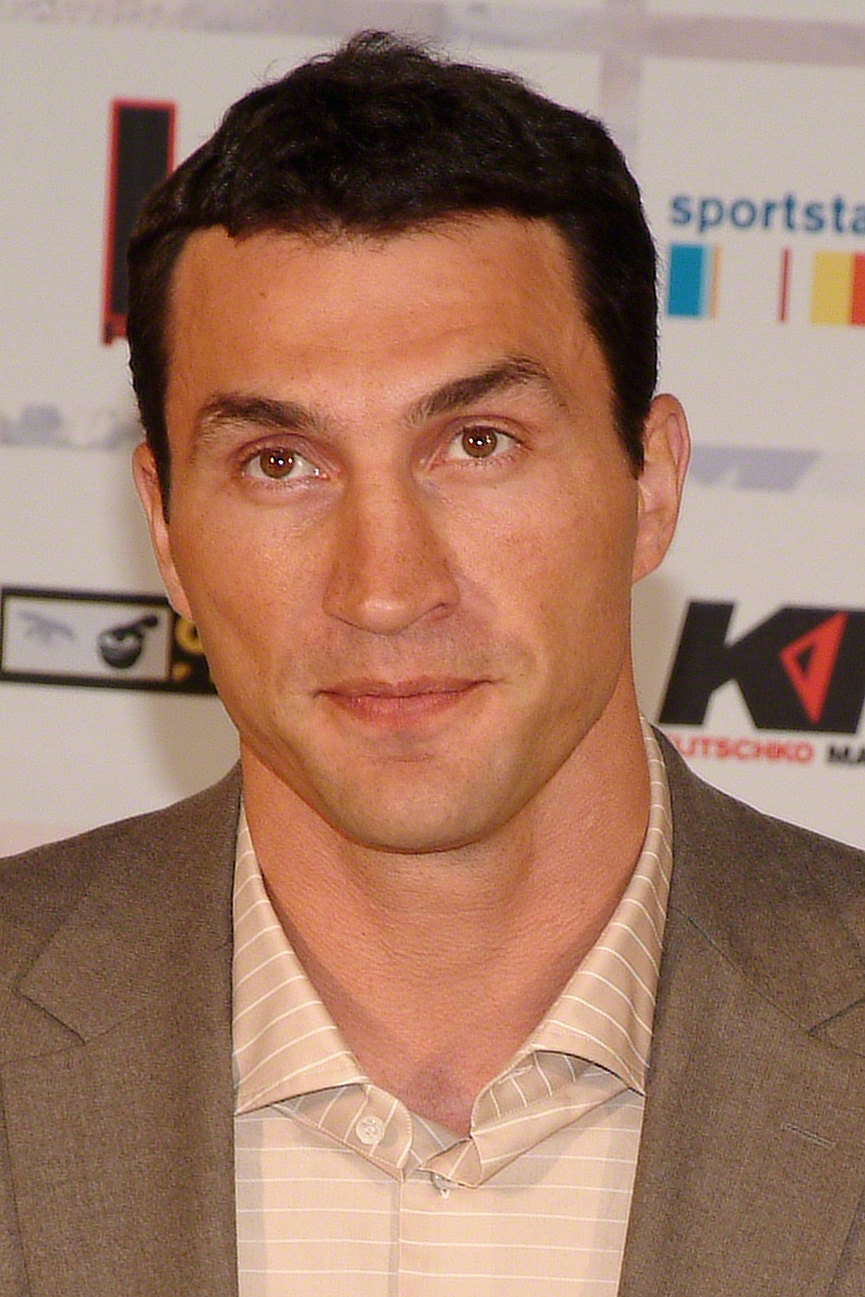
Wladimir Klitschko

- 25. März: Wladimir Klitschko, ukrainischer Boxer
- 26. März: Óscar Sonejee, andorranischer Fußballspieler
- 26. März: Alex Varas, chilenischer Fußballspieler
- 27. März: Adrian Anca, rumänischer Fußballspieler und -trainer
- 27. März: Dmitri Kowaljow, russischer Ruderer
- 28. März: Haruchika Aoki, japanischer Motorradrennfahrer
- 29. März: Igor Astarloa, spanischer Radrennfahrer
- 29. März: Jennifer Capriati, US-amerikanische Tennisspielerin
- 30. März: Bernardo Corradi, italienischer Fußballspieler und -trainer
- 30. März: Obadele Thompson, Leichtathlet
- 31. März: Jonas Ernelind, schwedischer Handballspieler († 2011)

### April
- 01. April: Gábor Király, ungarischer Fußballspieler
- 01. April: Clarence Seedorf, niederländischer Fußballspieler
- 04. April: Emerson, brasilianischer Fußballspieler
- 04. April: Elvir Rahimić, bosnisch-herzegowinischer Fußballspieler
- 05. April: Kim Collins, Leichtathlet aus St. Kitts und Nevis
- 05. April: Patrick Dama, deutscher Fußballspieler
- 05. April: Kai Michalke, deutscher Fußballspieler
- 05. April: Fernando Morientes, spanischer Fußballspieler
- 07. April: Atscham Achilow, usbekischer Ringer
- 07. April: Dalibor Anušić, kroatischer Handballspieler
- 07. April: Martin Buß, deutscher Leichtathlet
- 07. April: Stefan Ulrich, deutscher Wasserspringer
- 08. April: Maja Pohar, slowenische Badmintonspielerin
- 08. April: Mathias Schober, deutscher Fußballspieler
- 09. April: Lars Rasmussen, dänischer Handballspieler
- 10. April: Sara Renner, kanadische Skilangläuferin
- 11. April: Antonio Pacheco, uruguayisch-italienischer Fußballspieler -trainer
- 12. April: Kuok Io Keong, macauischer Automobilrennfahrer
- 12. April: Olga Kotljarowa, russische Sprinterin und Mittelstreckenläuferin
- 14. April: Georgeta Damian, rumänische Ruderin
- 14. April: Thomas Geierspichler, österreichischer Rollstuhlleichtathlet und Paralympicssieger
- 14. April: Françoise Mbango Etone, kamerunische Leichtathletin und Olympiasiegerin
- 15. April: Markus Hausweiler, deutscher Fußballspieler
- 15. April: Seigō Narazaki, japanischer Fußballspieler
- 16. April: Wojciech Kałdowski, polnischer Leichtathlet
- 18. April: Luboš Šuda, tschechischer Boxer
- 20. April: Cecilie Gotaas Johnsen, norwegische Radrennfahrerin, Fußballspielerin und Sportfunktionärin
- 21. April: Sergei Jakowlew, kasachischer Radrennfahrer
- 22. April: Christian Wilhelmi, deutscher Schachspieler
- 24. April: Juan Manuel Gárate, spanischer Radrennfahrer
- 24. April: Sonya Jeyaseelan, kanadische Tennisspielerin

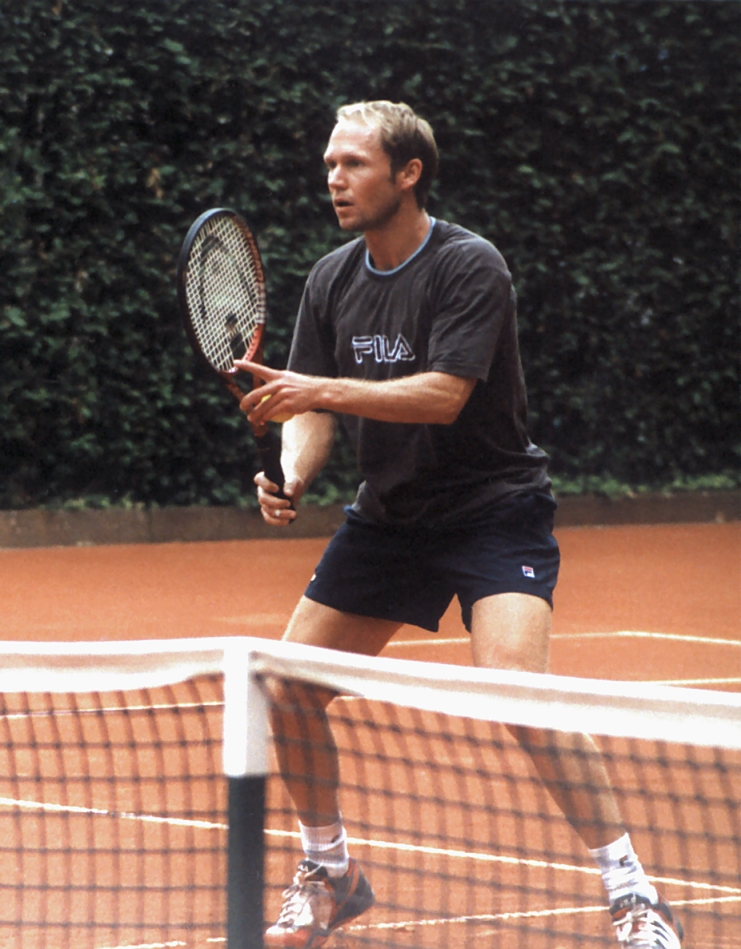
Rainer Schüttler

- 25. April: Rainer Schüttler, deutscher Tennisspieler
- 25. April: Gilberto da Silva Melo, brasilianischer Fußballspieler
- 25. April: Tim Duncan, US-amerikanischer Basketballspieler
- 26. April: Thiago Machado dos Santos, brasilianischer Triathlet († 2005)
- 27. April: Olaf Tufte, norwegischer Ruderer
- 29. April: Fabio Liverani, italienischer Fußballspieler und -trainer
- 29. April: Chiyotaikai Ryūji, japanischer Sumo-Ringer
- 29. April: Maja Savić, montenegrinische Handballspielerin

### Mai
- 01. Mai: Anna Olsson, schwedische Skilangläuferin
- 02. Mai: Wahyu Pelita Agung Setiawan, indonesischer Badmintonspieler
- 02. Mai: Rikke Hørlykke, dänische Handballspielerin
- 03. Mai: Osamah al-Shanqiti, saudi-arabischer Leichtathlet
- 03. Mai: Beto, portugiesischer Fußballspieler
- 03. Mai: Vanda Hădărean, rumänische Kunstturnerin
- 03. Mai: Silvio Schultze, deutscher Volleyballspieler
- 04. Mai: Simon Jentzsch, deutscher Fußballspieler
- 04. Mai: Mariusz Jurasik, polnischer Handballspieler und -trainer
- 05. Mai: Juan Pablo Sorín, argentinischer Fußballspieler
- 07. Mai: Thomas Biagi, italienischer Automobilrennfahrer
- 07. Mai: Norman Simon, deutscher Automobilrennfahrer
- 09. Mai: Jeff Simmons, US-amerikanischer Automobilrennfahrer
- 12. Mai: Mitja Mahorič, slowenischer Radrennfahrer
- 13. Mai: Marcelo Pletsch, brasilianischer Fußballspieler
- 13. Mai: Grzegorz Szamotulski, polnischer Fußballspieler
- 14. Mai: Attila Tököli, ungarischer Fußballspieler
- 15. Mai: Jacek Krzynówek, polnischer Fußballspieler
- 15. Mai: Ladislav Rygl, tschechischer Nordischer Kombinierer
- 17. Mai: Daniel Komen, kenianischer Leichtathlet (Mittel- und Langstreckenläufer)
- 17. Mai: Mayte Martínez, spanische Leichtathletin
- 18. Mai: Anna Ottosson, schwedische Skirennläuferin
- 19. Mai: Kevin Garnett, US-amerikanischer Basketballspieler
- 20. Mai: Virpi Kuitunen, finnische Skilangläuferin
- 21. Mai: Julia Abe, deutsche Tennisspielerin
- 25. Mai: Stefan Holm, schwedischer Leichtathlet
- 27. Mai: Marcel Fässler, Schweizer Automobilrennfahrer
- 27. Mai: Jiří Štajner, tschechischer Fußballspieler
- 28. Mai: Alexei Nemow, russischer Kunstturner und Olympiasieger
- 28. Mai: Michael Thurk, deutscher Fußballspieler
- 29. Mai: Claudio Roberto da Silva, brasilianischer Fußballspieler
- 29. Mai: Alexander Job, deutscher Handballspieler und -trainer
- 30. Mai: Magnus Norman, schwedischer Tennisspieler
- 31. Mai: Steve Jenkner, deutscher Motorradrennfahrer
- 31. Mai: Roar Ljøkelsøy, norwegischer Skispringer

### Juni
- 02. Juni: Jurij Nuschnenko, ukrainischer Boxer
- 03. Juni: Jens Kruppa, deutscher Schwimmer
- 05. Juni: Belinda Halloran, australische Duathletin und Triathletin
- 06. Juni: Oxana Romenskaja, russische Handballspielerin und -trainerin
- 07. Juni: Jacqueline Akerman, kanadische Biathletin und Biathlontrainerin
- 08. Juni: Aziz Zakari, ghanaischer Leichtathlet

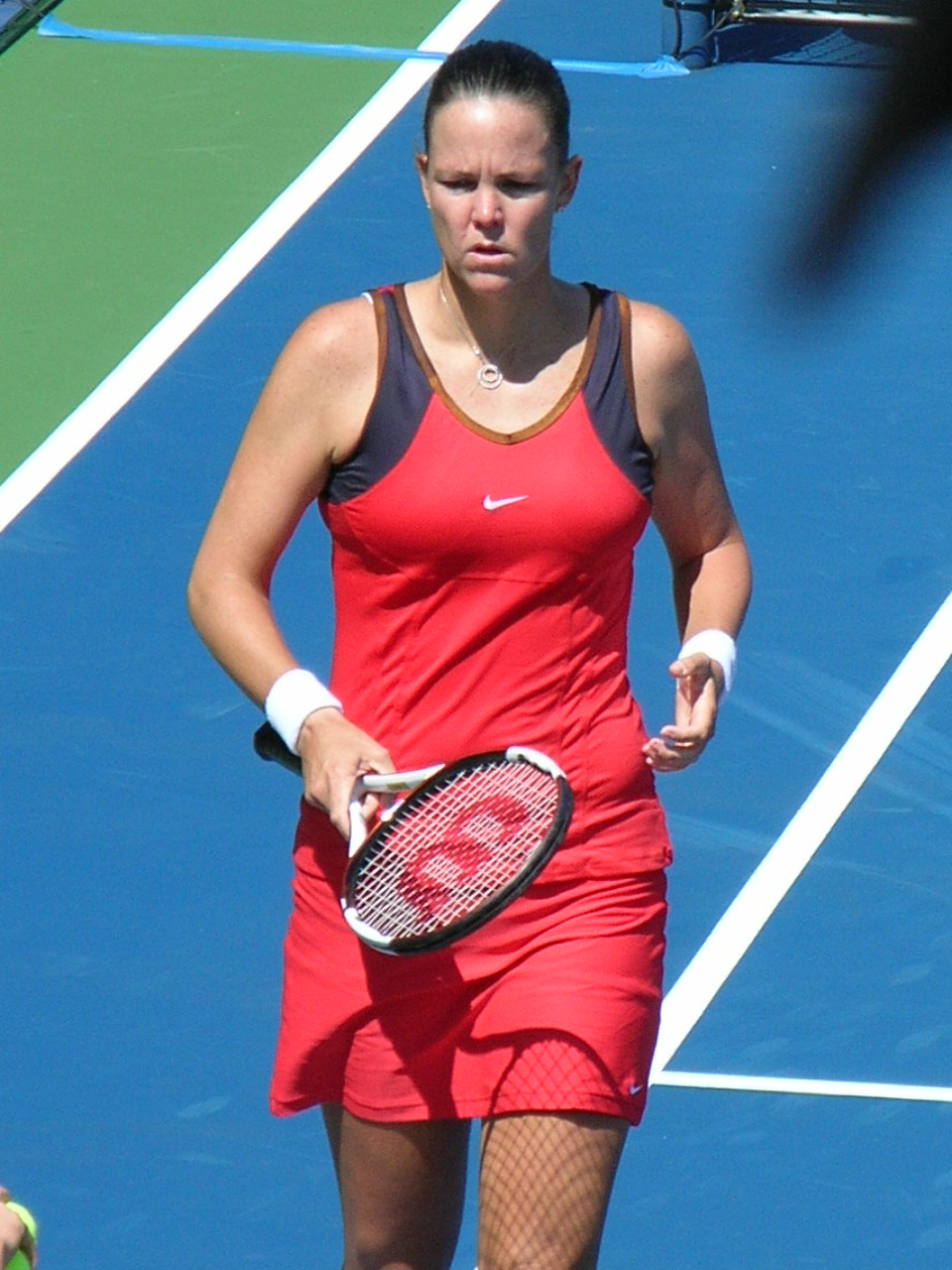
Lindsay Davenport

- 08. Juni: Lindsay Davenport, US-amerikanische Tennisspielerin
- 09. Juni: Kayode Akinsanya, nigerianischer Badmintonspieler
- 09. Juni: Sedat Artuç, türkischer Gewichtheber
- 10. Juni: Markus Brodbeck, deutscher Handballtorwart und -trainer
- 10. Juni: Alari Lell, estnischer Fußballspieler
- 12. Juni: Thomas Sørensen, dänischer Fußballspieler
- 13. Juni: Vivi Andreasen, färöische Fußballspielerin
- 13. Juni: Marc Ziegler, deutscher Fußballtorwart
- 14. Juni: Massimo Oddo, italienischer Fußballspieler
- 17. Juni: Sven Nys, belgischer Cyclocross-Fahrer
- 17. Juni: Genrik Pavliukianec, litauischer Goalballspieler
- 17. Juni: Pjotr Swidler, russischer Schachspieler
- 18. Juni: Thomas Riedl, deutscher Fußballspieler
- 20. Juni: Juliano Belletti, brasilianischer Fußballspieler
- 21. Juni: René Aufhauser, österreichischer Fußballspieler
- 21. Juni: Miroslav Karhan, slowakischer Fußballspieler
- 21. Juni: Anton Tschermaschenzew, russischer Ruderer
- 22. Juni: Inna Janowska, ukrainische Schachspielerin
- 23. Juni: Paola Suárez, argentinische Tennisspielerin
- 23. Juni: Patrick Vieira, französischer Fußballspieler
- 24. Juni: Daniel Santiago, puerto-ricanischer Basketballspieler
- 25. Juni: José Cancela, uruguayischer Fußballspieler
- 26. Juni: Maikel Aerts, niederländischer Fußballspieler
- 28. Juni: Shinobu Asagoe, japanische Tennisspielerin
- 28. Juni: Sheila Herrero, spanische Speedskaterin
- 28. Juni: Gleb Pissarewski, russischer Gewichtheber
- 28. Juni: Hans Sarpei, ghanaischer Fußballspieler
- 29. Juni: Mohamed Bahari, algerischer Amateurboxer
- 29. Juni: Daniel Carlsson, schwedischer Rallyefahrer
- 30. Juni: Angela Akers, US-amerikanische Beachvolleyball- und Volleyballspielerin
- 30. Juni: Ellen Angelina, indonesische Badmintonspielerin

### Juli
- 01. Juli: Szymon Ziółkowski, polnischer Leichtathlet
- 01. Juli: Rigobert Song, kamerunisch-türkischer Fußballspieler
- 01. Juli: Patrick Kluivert, niederländischer Fußballspieler
- 01. Juli: Ruud van Nistelrooy, niederländischer Fußballspieler
- 02. Juli: Idalina Borges Mesquita, brasilianische Handballspielerin
- 02. Juli: Alan Perathoner, italienischer Skirennläufer
- 02. Juli: Tomáš Vokoun, tschechischer Eishockeyspieler
- 02. Juli: Krisztián Lisztes, ungarischer Fußballspieler
- 03. Juli: Wade Belak, kanadischer Eishockeyspieler († 2011)
- 03. Juli: Holger Wehlage, deutscher Fußballspieler
- 04. Juli: Daijirō Katō, japanischer Motorradrennfahrer († 2003)
- 04. Juli: Jewgenija Medwedewa-Arbusowa, russische Skilangläuferin und Olympiasiegerin
- 05. Juli: Nuno Gomes, portugiesischer Fußballspieler
- 06. Juli: Ophélie David, französische Freestyle-Skierin
- 06. Juli: Dominique Kuhn, deutscher Footballspieler
- 08. Juli: Sergei Kasakow, russischer Boxer
- 08. Juli: Ellen MacArthur, britische Seglerin
- 08. Juli: Wang Liping, chinesische Leichtathletin und Olympiasiegerin
- 09. Juli: Thomas Cichon, deutscher Fußballspieler
- 09. Juli: Jochem Uytdehaage, niederländischer Eisschnellläufer
- 10. Juli: Lars Ricken, deutscher Fußballspieler
- 10. Juli: Ludovic Giuly, französischer Fußballspieler

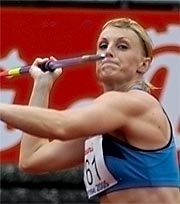
Christina Scherwin

- 11. Juli: Christina Scherwin, dänische Leichtathletin
- 12. Juli: Abasse Ba, senegalesischer Fußballspieler
- 12. Juli: Guillaume Gille, französischer Handballspieler
- 15. Juli: Fredrick Canon, nauruischer Leichtathlet
- 15. Juli: Marco Di Vaio, italienischer Fußballspieler
- 16. Juli: Bobby Lashley, US-amerikanischer Ringer, Wrestler und MMA-Kämpfer
- 16. Juli: Claudia Riegler, neuseeländische Skirennläuferin
- 17. Juli: Anders Svensson, schwedischer Fußballspieler
- 20. Juli: Michal Kolomazník, tschechischer Fußballspieler
- 20. Juli: Alex Yoong, malayischer Automobilrennfahrer
- 21. Juli: Wahid Haschemian, iranischer Fußballspieler
- 21. Juli: Tatjana Lebedewa, russische Leichtathletin und Olympiasiegerin
- 22. Juli: Almedin Hota, bosnisch-herzegowinischer Fußballspieler
- 22. Juli: Janek Tombak, estnischer Radrennfahrer
- 23. Juli: Judith Arndt, deutsche Radsportlerin
- 23. Juli: Jörg Jaksche, deutscher Radrennfahrer

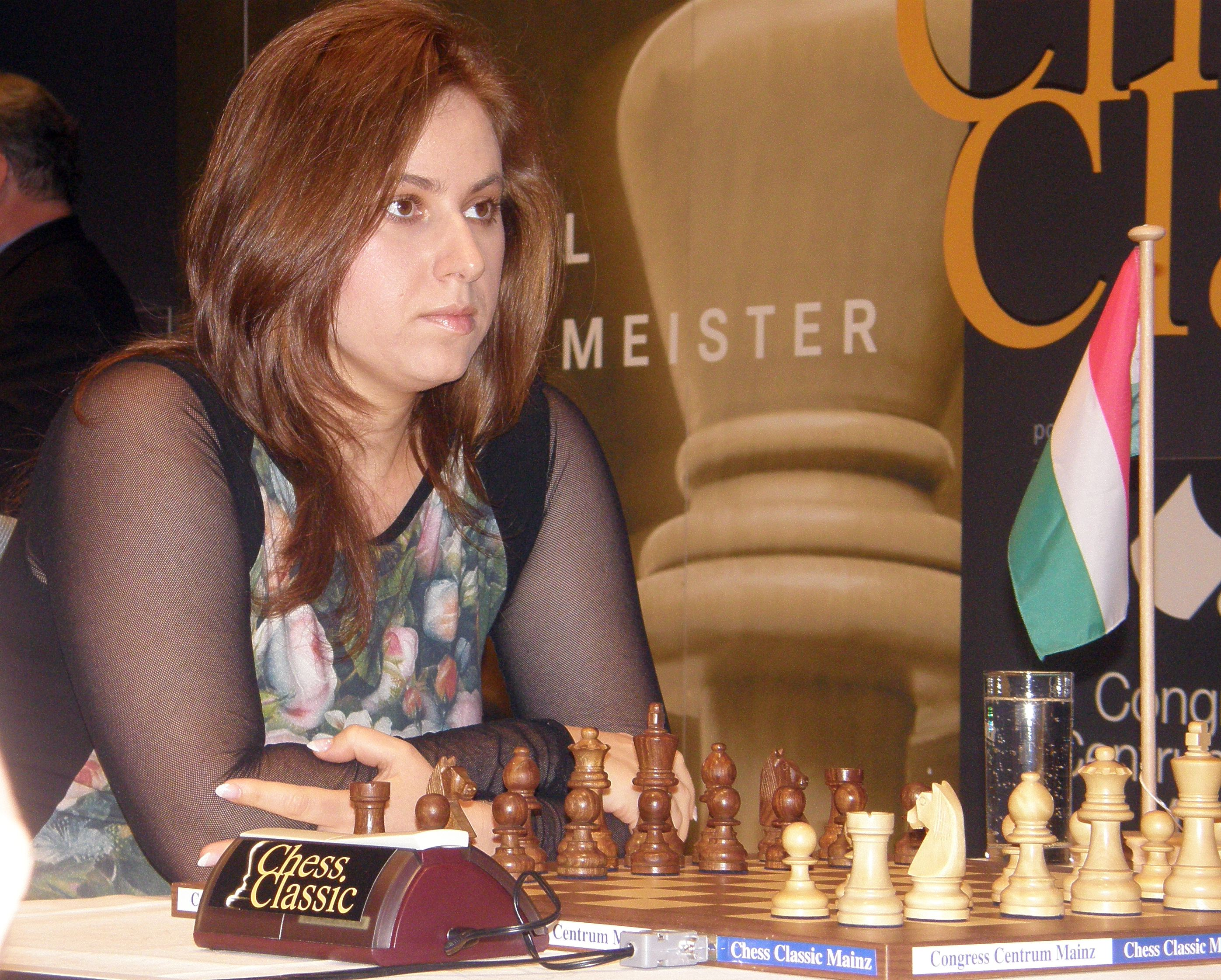
Judit Polgár

- 23. Juli: Judit Polgár, ungarische Schachspielerin
- 24. Juli: Michael Aish, neuseeländischer Langstreckenläufer
- 24. Juli: Rafer Alston, US-amerikanischer Basketballspieler
- 24. Juli: Tiago Monteiro, portugiesischer Automobilrennfahrer
- 24. Juli: Francesc Reguera, andorranischer Fußballspieler
- 26. Juli: Pável Pardo, mexikanischer Fußballspieler
- 28. Juli: Oliver Köhrmann, deutscher Handballspieler
- 31. Juli: Salvatore Lanna, italienischer Fußballspieler und -trainer
- 31. Juli: Paulo Wanchope, costa-ricanischer Fußballspieler

### August
- 01. August: Nwankwo Kanu, nigerianischer Fußballspieler
- 01. August: Liviu-Dieter Nisipeanu, rumänischer Schachspieler
- 01. August: Hasan Şaş, türkischer Fußballspieler

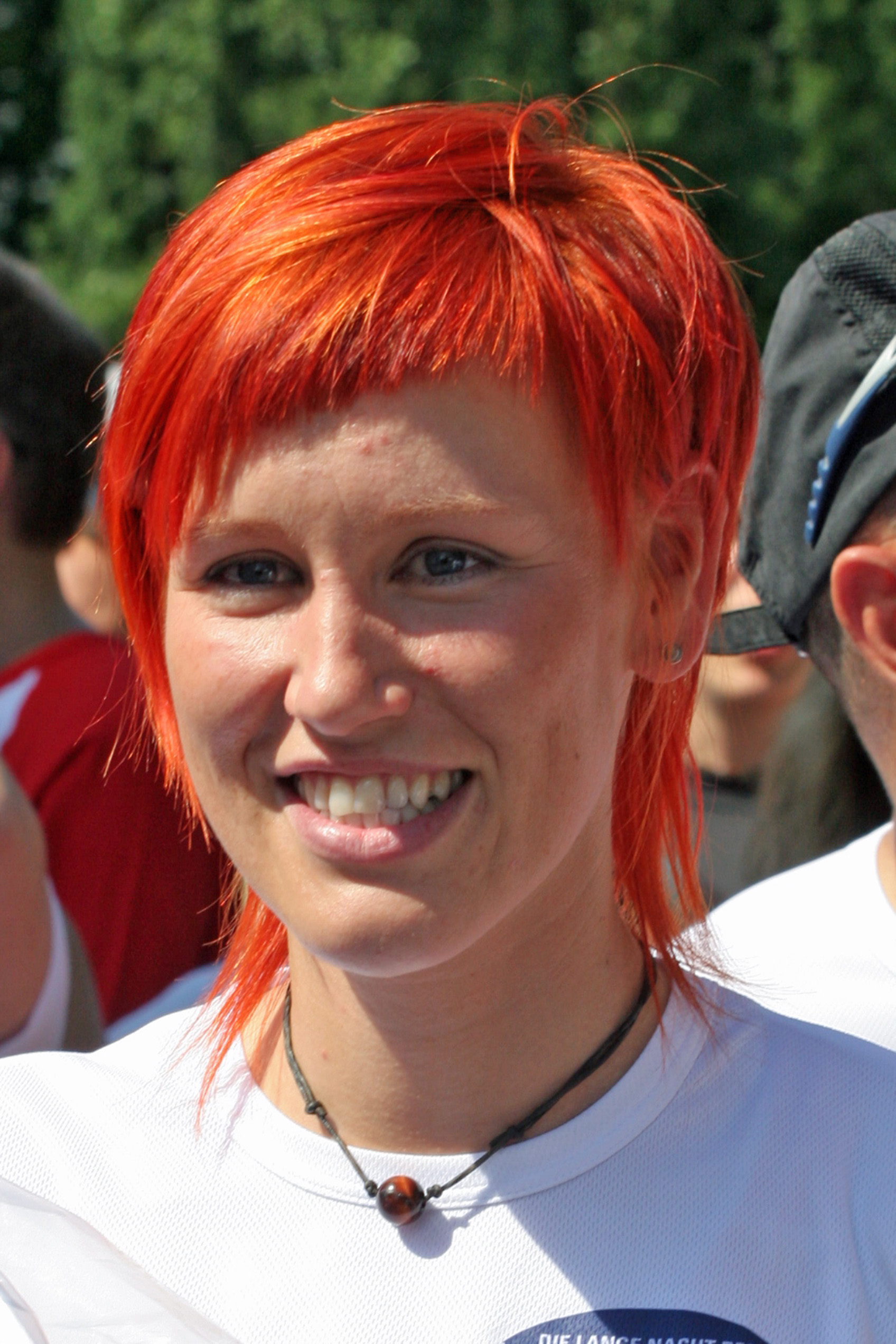
Kati Wilhelm

- 02. August: Kati Wilhelm, deutsche Biathletin
- 03. August: Óscar Raluy, spanischer Handballschiedsrichter
- 07. August: Hamed Attarbashi, deutscher Basketballspieler und -trainer
- 07. August: Dimitrios Eleftheropoulos, griechischer Fußballtorhüter
- 08. August: Iaroslav Mușinschi, moldauischer Leichtathlet
- 10. August: Ricardo Andrés Aparicio De la Quintana, uruguayischer Fußballspieler
- 12. August: Sørenn Rasmussen, dänischer Handballspieler
- 12. August: Manuel Jiménez Soria, andorranischer Fußballspieler
- 14. August: Thomas Kläsener, deutscher Fußballspieler
- 15. August: Boudewijn Zenden, niederländischer Fußballspieler
- 17. August: Olena Krassowska, ukrainische Hürdenläuferin und Olympiazweite
- 18. August: Paraskevas Antzas, griechischer Fußballspieler
- 18. August: Michael Greis, deutscher Biathlet
- 19. August: Amiran Kartanow, griechischer Ringer
- 22. August: Marlies Oester, Schweizer Skirennfahrerin
- 22. August: Olena Tatarkowa, ukrainische Tennisspielerin
- 23. August: LaTasha Colander, US-amerikanische Leichtathletin
- 27. August: Ivan Benito, schweizerisch-spanischer Fußballspieler

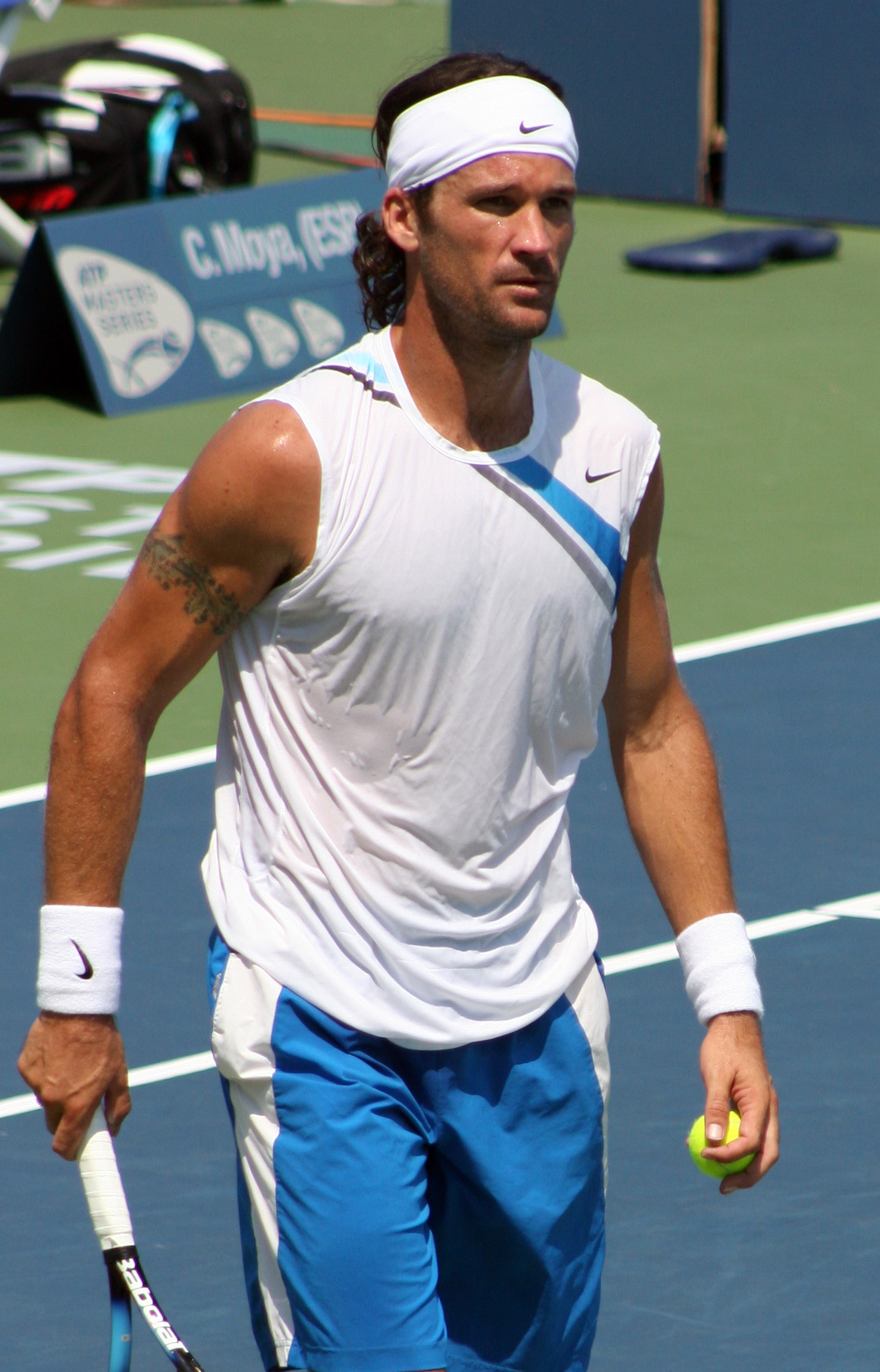
Carlos Moyá

- 27. August: Carlos Moyá, spanischer Tennisspieler
- 27. August: Benoît Poilvet, französischer Radrennfahrer
- 27. August: Mark Webber, australischer Automobilrennfahrer
- 28. August: Tyree Washington, US-amerikanischer Leichtathlet
- 29. August: Jon Dahl Tomasson, dänischer Fußballspieler
- 31. August: Roque Júnior, brasilianischer Fußballspieler

### September
- 01. September: Ivano Brugnetti, italienischer Leichtathlet
- 01. September: Mauro Cantoro, argentinisch-polnischer Fußballspieler
- 02. September: Michel Jourdain junior, mexikanischer Automobilrennfahrer
- 02. September: Marchy Lee, hongkong-chinesischer Automobilrennfahrer
- 03. September: Samuel Kuffour, ghanaisch-deutscher Fußballspieler
- 04. September: Mario-Ernesto Rodríguez Berutti, uruguayisch-italienischer Fußballspieler
- 06. September: Ian Ashbee, englischer Fußballspieler
- 06. September: Tom Pappas, US-amerikanischer Leichtathlet
- 07. September: Steve Fitzsimmons, australischer Fußballspieler
- 07. September: Francesc Ramírez, andorranischer Fußballspieler
- 08. September: Sjeng Schalken, niederländischer Tennisspieler

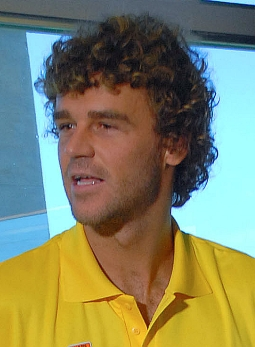
Gustavo Kuerten

- 10. September: Gustavo Kuerten, brasilianischer Tennisspieler
- 11. September: Marco Rose, deutscher Fußballspieler
- 12. September: Gérard Calvet, andorranischer Fußballspieler
- 12. September: Jolanda Čeplak, slowenische Leichtathletin
- 13. September: Tami Kiuru, finnischer Skispringer
- 13. September: José Théodore, kanadischer Eishockeyspieler
- 13. September: Reto von Arx, Schweizer Eishockeyspieler
- 14. September: Birkir Ívar Guðmundsson, isländischer Handballspieler
- 14. September: Dirk Heidolf, deutscher Motorradrennfahrer
- 14. September: Georgeta Narcisa Lecușanu, rumänische Handballspielerin
- 14. September: Andrea Schaller, deutsche Fußballspielerin
- 18. September: Pernilla Larsson, schwedische Fußballschiedsrichterin

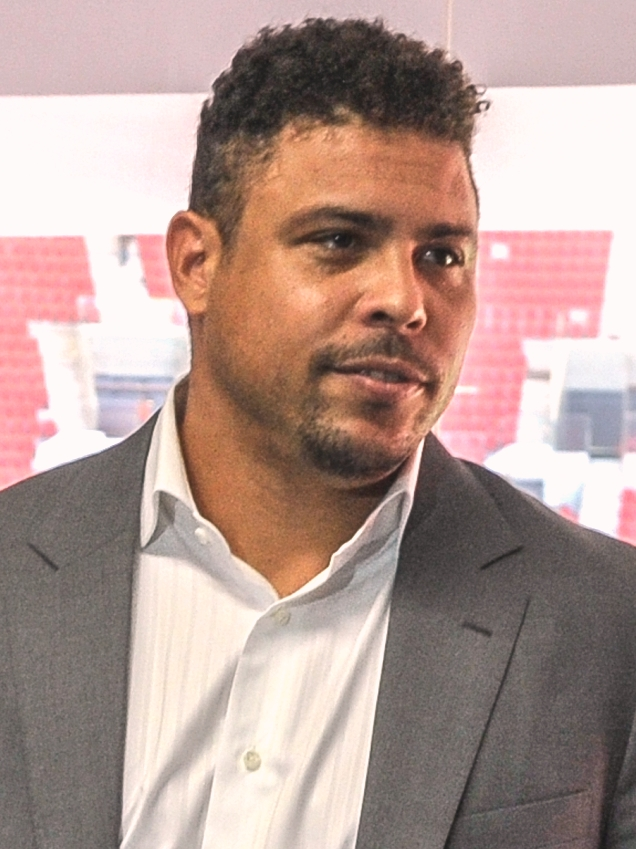
Ronaldo

- 18. September: Ronaldo, brasilianischer Fußballspieler
- 19. September: Jerden Äbdirachmanow, kasachischer Biathlet
- 20. September: Christian Hohenadel, deutscher Automobilrennfahrer
- 21. September: Jana Kandarr, deutsche Tennisspielerin
- 22. September: Yannick Pelletier, Schweizer Schachspieler
- 23. September: Katja Poensgen, deutsche Motorradrennfahrerin
- 24. September: Adrian Aliaj, albanischer Fußballspieler
- 24. September: Mikel Artetxe Gezuraga, spanischer Radrennfahrer
- 24. September: Claus Møller Jakobsen, dänischer Handballspieler
- 25. September: Chauncey Billups, US-amerikanischer Basketballspieler
- 25. September: Armando Teixeira, portugiesischer Fußballspieler

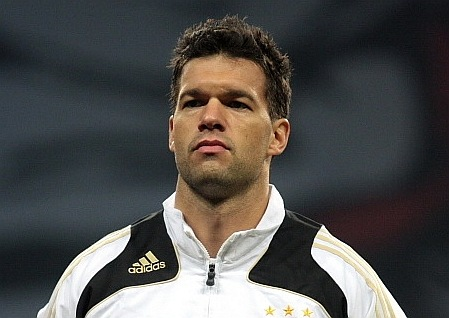
Michael Ballack

- 26. September: Michael Ballack, deutscher Fußballspieler
- 27. September: Francesco Totti, italienischer Fußballspieler
- 28. September: Frank von Behren, deutscher Handballspieler
- 28. September: Fjodor Jemeljanenko, russischer Sambo- und MMA-Kämpfer
- 29. September: Mark Edusei, ghanaischer Fußballspieler
- 29. September: Mandy Kerkossa, deutsche Handballspielerin

Andrij Schewtschenko

- 29. September: Andrij Schewtschenko, ukrainischer Fußballspieler und -trainer
- 29. September: Óscar Sevilla, spanischer Radrennfahrer

### Oktober
- 01. Oktober: Ümit Karan, türkischer Fußballspieler
- 01. Oktober: Narong Wisetsri, thailändischer Fußballspieler
- 02. Oktober: Anita Kulcsár, ungarische Handballspielerin († 2005)
- 03. Oktober: Christian Hassa, deutscher Fußballspieler
- 04. Oktober: Mauro Camoranesi, argentinisch-italienischer Fußballspieler
- 05. Oktober: Sven Lintjens, deutscher Fußballspieler
- 06. Oktober: Karen Dochojan, armenischer Fußballspieler
- 06. Oktober: Alexei Dudukalo, russischer Automobilrennfahrer
- 07. Oktober: Marc Coma, spanischer Endurorennfahrer
- 07. Oktober: Gilberto Silva, brasilianischer Fußballspieler
- 07. Oktober: Santiago Hernán Solari, argentinischer Fußballspieler
- 08. Oktober: Renate Groenewold, niederländische Eisschnellläuferin
- 08. Oktober: Roland Kollmann, österreichischer Fußballspieler
- 09. Oktober: Jyhan Artut, deutscher Dartspieler
- 09. Oktober: Thomas Wagner, österreichischer Fußballspieler († 2023)
- 10. Oktober: Katja Beer, deutsche Biathletin
- 10. Oktober: Lewan Zkitischwili, georgischer Fußballspieler
- 11. Oktober: Jochen Seitz, deutscher Fußballspieler
- 12. Oktober: Kajsa Bergqvist, schwedische Hochspringerin
- 12. Oktober: Kfir Edri, israelischer Fußballspieler
- 13. Oktober: Fabricio Fabio Fuentes, argentinischer Fußballspieler
- 13. Oktober: Nawaf Shukralla, bahrainischer Fußballschiedsrichter
- 14. Oktober: Andreas Widhölzl, österreichischer Skispringer
- 15. Oktober: Elisa Aguilar López, spanische Basketballspielerin
- 15. Oktober: Duško Pavasovič, slowenischer Schachgroßmeister
- 16. Oktober: Nándor Fazekas, ungarischer Handballspieler
- 17. Oktober: Washington Sebastián Abreu Gallo, uruguayischer Fußballspieler
- 17. Oktober: Mame Tacko Diouf, senegalesische Leichtathletin
- 18. Oktober: Kjell Carlström, finnischer Radrennfahrer
- 18. Oktober: Eric Taylor, US-amerikanischer Basketballspieler
- 20. Oktober: Petr Dlask, tschechischer Cyclocrossfahrer
- 20. Oktober: Nicola Legrottaglie, italienischer Fußballspieler
- 20. Oktober: Philipp Stüer, deutscher Ruderer
- 21. Oktober: Steve Leisen, luxemburgischer Poolbillardspieler+ St
- 21. Oktober: Mélanie Turgeon, kanadische Skirennläuferin
- 22. Oktober: Alexander Abt, russischer Eiskunstläufer
- 22. Oktober: Luke Adams, australischer Geher
- 25. Oktober: Ahmad ad-Duchi ad-Dussari, saudi-arabischer Fußballspieler
- 25. Oktober: David Davis Cámara, spanischer Handballspieler und -trainer
- 25. Oktober: Anton Sicharulidse, russischer Eiskunstläufer und Olympiasieger
- 26. Oktober: Filipe de Souza, macauischer Automobilrennfahrer
- 27. Oktober: Ariel Miguel Santiago Ibagaza, argentinisch-spanischer Fußballspieler
- 27. Oktober: David Terrien, französischer Automobilrennfahrer
- 29. Oktober: Kurt Sulzenbacher, italienischer Skirennfahrer
- 31. Oktober: Sascha Bertow, deutscher Handballspieler
- 31. Oktober: Guti, spanischer Fußballspieler

### November
- 01. November: Jarbi Álvarez, belizischer Fußballspieler
- 01. November: Stefan Lexa, österreichischer Fußballspieler
- 02. November: Thierry Omeyer, französischer Handballtorwart
- 04. November: Bruno Junqueira, brasilianischer Automobilrennfahrer
- 04. November: Alexander Popp, deutscher Tennisspieler
- 04. November: Makoto Tamada, japanischer Motorradrennfahrer
- 05. November: Jörg Michalewicz, deutscher Handballspieler
- 06. November: Robson Ponte, brasilianischer Fußballspieler
- 06. November: Pat Tillman, US-amerikanischer American-Football-Spieler († 2004)
- 07. November: Alberto Entrerríos, spanischer Handballspieler und -trainer
- 08. November: Jawhar Mnari, tunesischer Fußballspieler
- 09. November: Tochiazuma Daisuke, japanischer Sumo-Ringer
- 10. November: Shefki Kuqi, finnischer Fußballspieler
- 12. November: Dmitri Dorofejew, russischer Eisschnellläufer und Olympiamedaillengewinner
- 13. November: Kelly Sotherton, britische Leichtathletin
- 13. November: Albina Achatowa, russische Biathletin
- 14. November: Ricardo Andorinho, portugiesischer Handballspieler
- 17. November: Ervin Skela, albanischer Fußballspieler
- 19. November: Toby Stevenson, US-amerikanischer Leichtathlet
- 20. November: Pascal Roller, deutscher Basketballspieler

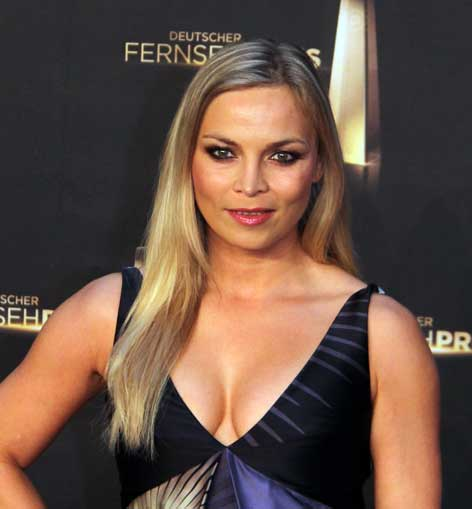
Regina Halmich

- 22. November: Torsten Frings, deutscher Fußballspieler
- 22. November: Regina Halmich, deutsche Boxsportlerin
- 22. November: Christiane Klumpp, deutsche rhythmische Sportgymnastin
- 24. November: Chen Lu, chinesische Eiskunstläuferin
- 27. November: Evelyn Fauth, österreichische Tennisspielerin
- 29. November: Elisabeth Hilmo Meyer, norwegische Handballspielerin
- 29. November: Antti Viitikko, finnischer Badmintonspieler

### Dezember
- 01. Dezember: David Rasmussen, dänischer Fußballspieler
- 02. Dezember: Heiko Meyer, deutscher Wasserspringer
- 03. Dezember: Mark Boucher, südafrikanischer Cricketspieler
- 04. Dezember: Mbo Mpenza, belgischer Fußballspieler
- 04. Dezember: Roman Sarubin, russischer Kanute
- 06. Dezember: Michael Jahns, deutscher Handballspieler
- 08. Dezember: Dušan Andrašovský, slowakischer Eishockeyspieler
- 11. Dezember: Shareef Abdur-Rahim, US-amerikanischer Basketballspieler
- 11. Dezember: László Bodrogi, ungarischer Radrennfahrer
- 12. Dezember: Ivo Rüthemann, Schweizer Eishockeyspieler
- 13. Dezember: Viola Bauer, deutsche Skilangläuferin
- 14. Dezember: André Couto, portugiesisch-macauischer Automobilrennfahrer
- 14. Dezember: Ahmed Douhou, französischer Sprinter
- 17. Dezember: Patrick Müller, Schweizer Fußballspieler
- 17. Dezember: Stefan Strack, deutscher Handballspieler
- 18. Dezember: Andrea Belicchi, italienischer Automobilrennfahrer
- 18. Dezember: Sun Ribo, chinesische Biathletin
- 20. Dezember: Rafael Calero, andorranischer Fußballspieler
- 21. Dezember: José Fernando Antogna, argentinischer Bahn- und Straßenradrennfahrer
- 21. Dezember: Mark Dickel, neuseeländischer Basketballspieler und -trainer
- 22. Dezember: Patrick Heuscher, Schweizer Beachvolleyballspieler
- 22. Dezember: Jaap van Lagen, niederländischer Automobilrennfahrer
- 23. Dezember: Torsten Jansen, deutscher Handballspieler
- 23. Dezember: Sergej Jakirović, bosnisch-herzegowinischer Fußballspieler
- 23. Dezember: Julia Tschepalowa, russische Skilangläuferin
- 23. Dezember: Joanna Hayes, US-amerikanische Leichtathletin und Olympiasiegerin
- 24. Dezember: Marion Rodewald, deutsche Hockeyspielerin

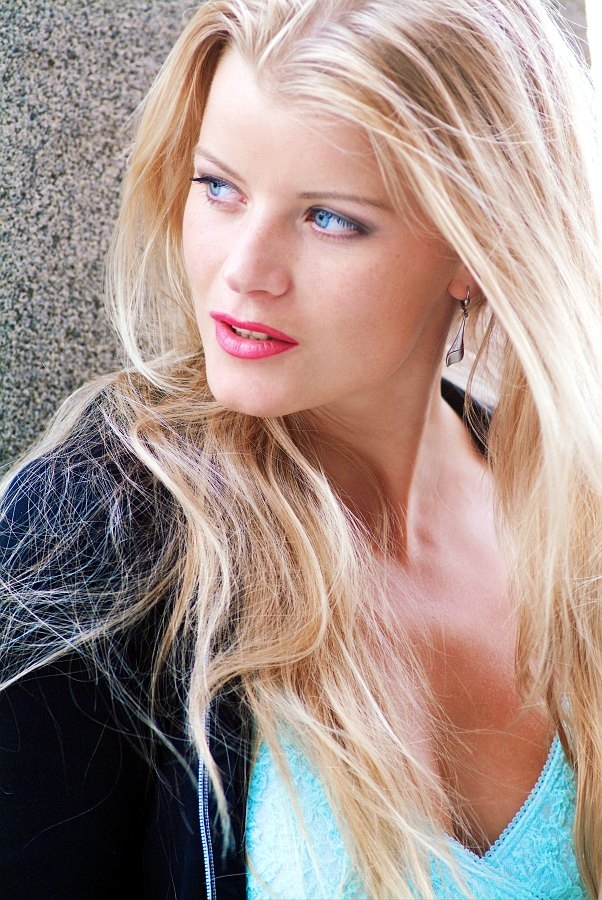
Andrea Absolonová

- 26. Dezember: Andrea Absolonová, tschechische Turmspringerin († 2004)
- 26. Dezember: Janina Prawalinskaja-Karoltschyk, belarussische Kugelstoßerin und Olympiasiegerin
- 28. Dezember: Regina Vollbrecht, deutsche Leichtathletin und Goalballspielerin
- 28. Dezember: Igor Žiković, kroatischer Fußballspieler
- 31. Dezember: Luís Carreira, portugiesischer Motorradrennfahrer († 2012)

### Genaues Geburtsdatum unbekannt
- Tomislav Mijatović, kroatischer Basketballtrainer

## Gestorben

### Januar
- 01. Januar: Xaver Gmelch, deutscher Motorradrennfahrer (* 1899)
- 03. Januar: John Ainsworth-Davis, britischer Leichtathlet (* 1895)
- 05. Januar: Károly Takács, ungarischer Sportschütze (* 1910)
- 06. Januar: Henry George, belgischer Radrennfahrer (* 1891)
- 07. Januar: Frans Persson, schwedischer Turner (* 1891)
- 18. Januar: Gertrud Gabl, österreichische Skirennläuferin (* 1948)
- 20. Januar: Thure Andersson, schwedischer Ringer (* 1907)
- 21. Januar: Francis Moore, kanadischer Eishockeytorhüter, -schiedsrichter und -funktionär (* 1900)
- 22. Januar: Heinrich Weber, deutscher Fußballspieler (* 1900)
- 23. Januar: Frederick Hulford, britischer Leichtathlet (* 1883)
- 23. Januar: Guillermo Naylor, argentinischer Polospieler (* 1884)
- 29. Januar: Veikko Huhtanen, finnischer Kunstturner (* 1919)

### Februar
- 03. Februar: Rodman Wanamaker, US-amerikanischer Polospieler (* 1899)
- 05. Februar: Thomas Riggs, britischer Segler (* 1903)
- 05. Februar: Harald Stenerud, norwegischer Leichtathlet (* 1897)
- 05. Februar: Adolph Wold, norwegischer Fußballspieler (* 1892)
- 06. Februar: Jan van Breda Kolff, niederländischer Fußballspieler (* 1894)
- 07. Februar: Edward Flynn, US-amerikanischer Boxer (* 1909)
- 07. Februar: William Greggan, britischer Tauzieher (* 1882)
- 07. Februar: Knud Kirkeløkke, dänischer Turner (* 1892)
- 10. Februar: André Gegout, französischer Eisschnellläufer (* 1904)
- 11. Februar: Thomas Student, deutscher Fußballspieler (* 1897)
- 12. Februar: Charles Daggs, US-amerikanischer Leichtathlet (* 1901)
- 13. Februar: William Herald, australischer Schwimmer (* 1900)
- 16. Februar: Torkild Garp, dänischer Turner (* 1883)
- 19. Februar: Lawrence Shields, US-amerikanischer Leichtathlet (* 1895)
- 19. Februar: Henrik Sørensen, dänischer Langstreckenläufer (* 1897)
- 21. Februar: Temple Ashbrook, US-amerikanischer Segler (* 1896)
- 22. Februar: Erik Kjeldsen, dänischer Radrennfahrer (* 1890)
- 28. Februar: Väinö Penttala, finnischer Ringer (* 1897)
- 29. Februar: Thomas Lance, englischer Bahnradsportler (* 1891)

### März
- 02. März: Narve Bonna, norwegischer Skispringer (* 1901)
- 07. März: Esko Järvinen, finnischer Skisportler (* 1907)
- 07. März: Adolphe Reymond, Schweizer Fußballspieler (* 1896)
- 10. März: Louis Abit, französischer Automobilrennfahrer (* 1886)
- 10. März: Einar Ræder, norwegischer Leichtathlet (* 1896)
- 20. März: Fred Kahele, US-amerikanischer Schwimmer (* 1900)
- 26. März: Ernst Albrecht, deutscher Fußballspieler (* 1907)
- 30. März: Gustaf Malmsten, schwedischer Weitspringer (* 1889)

### April
- 01. April: Harold John Aldington, britischer Automobilrennfahrer und Unternehmer (* 1902)
- 01. April: Aage Andersen, dänischer Fußballspieler (* 1883)
- 01. April: Roger Rivière, französischer Radrennfahrer (* 1936)
- 02. April: Felix Rinner, österreichischer Leichtathlet (* 1911)
- 02. April: Otto von Müller, deutscher Tennisspieler (* 1875)
- 03. April: Francesco Cattalinich, italienischer Ruderer (* 1891)
- 03. April: James Chappell, britischer Eishockeyspieler (* 1915)
- 05. April: Ruggero Ferrario, italienischer Radrennfahrer (* 1897)
- 05. April: Harry Wyld, britischer Radrennfahrer (* 1900)
- 09. April: Georg Högström, schwedischer Leichtathlet (* 1895)
- 09. April: Renato Petronio, italienischer Ruderer (* 1891)
- 13. April: Heinrich Stebener, deutscher Turner (* 1933)
- 21. April: Frank Brewin, indischer Hockeyspieler (* 1909)
- 23. April: Karl Schäfer, österreichischer Eiskunstläufer und Schwimmer (* 1909)
- 30. April: Milly Reuter, deutsche Leichtathletin (* 1904)

### Mai
- 03. Mai: Endre Madarász, ungarischer Leichtathlet (* 1909)
- 05. Mai: Hugo Barth, deutscher Zehnkämpfer (* 1903)
- 08. Mai: August Heim, deutscher Fechter und Fechttrainer (* 1904)
- 13. Mai: Roberto Batata, brasilianischer Fußballspieler (* 1949)
- 13. Mai: Bob Clark, US-amerikanischer Leichtathlet (* 1913)
- 20. Mai: Henry Pearce, australisch-kanadischer Ruderer (* 1909)
- 22. Mai: Imerio Testori, italienischer Motorradrennfahrer (* 1950)
- 23. Mai: Edmund Bernhardt, österreichisch-britischer Schwimmer, Fünfkämpfer und Sportschütze (* 1885)
- 24. Mai: Hugo Wieslander, schwedischer Leichtathlet (* 1889)
- 29. Mai: John Badcock, britischer Ruderer (* 1903)

### Juni
- 05. Juni: Willy Rösingh, niederländischer Ruderer (* 1900)
- 06. Juni: David Jacobs, britischer Leichtathlet (* 1888)
- 07. Juni: Gastone Darè, italienischer Säbelfechter (* 1918)
- 15. Juni: Heinrich Moos, deutscher Fechter (* 1895)
- 16. Juni: Peter Knack, deutscher Badmintonspieler (* 1938)
- 16. Juni: Axel Wikström, schwedischer Skilangläufer (* 1907)
- 22. Juni: Erik Bjurberg, schwedischer Radrennfahrer (* 1895)
- 23. Juni: DeHart Hubbard, US-amerikanischer Leichtathlet (* 1903)
- 26. Juni: Helmut Hallmeier, deutscher Motorradrennfahrer (* 1933)
- 29. Juni: Harry Mehlhose, deutscher Leichtathlet (* 1914)
- 29. Juni: Josef Straka, tschechoslowakischer Ruderer (* 1904)

### Juli
- 01. Juli: Peter Bischoff, deutscher Regattasegler (* 1904)
- 04. Juli: Henri Eberhardt, französischer Ruderer (* 1913)
- 05. Juli: Anna Hübler, deutsche Eiskunstläuferin (* 1885)
- 10. Juli: Gejus van der Meulen, niederländischer Fußballtorhüter (* 1903)
- 16. Juli: Fernand Canteloube, französischer Radrennfahrer (* 1900)
- 18. Juli: Vilmos Rácz, ungarischer Sprinter (* 1889)
- 19. Juli: Domenico Matteucci, italienischer Sportschütze (* 1895)
- 21. Juli: Luc van Dam, niederländischer Boxer (* 1920)
- 21. Juli: Viktor Kalisch, österreichischer Kanute (* 1902)
- 23. Juli: Wilhelmina von Bremen, US-amerikanische Leichtathletin (* 1909)
- 23. Juli: Ernst Küppers, deutscher Schwimmer (* 1904)
- 25. Juli: Theo Schönhöft, deutscher Fußballspieler (* 1932)

### August
- 03. August: Steen Herschend, dänischer Segler (* 1888)
- 03. August: Chester Rutecki, US-amerikanischer Boxer (* 1916)
- 04. August: Luigina Giavotti, italienische Turnerin (* 1916)
- 10. August: George Robertson, britischer Schwimmer (* 1900)
- 11. August: Giovanni Gozzi, italienischer Ringer (* 1902)
- 12. August: Generoso Dattilo, italienischer Fußballschiedsrichter und -funktionär (* 1902)
- 20. August: Wacław Starzyński, polnischer Radrennfahrer (* 1910)
- 21. August: Dunky Wright, britischer Leichtathlet (* 1896)
- 30. August: Fritz Hünenberger, Schweizer Gewichtheber (* 1897)

### September
- 03. September: Kees Pijl, niederländischer Fußballspieler und -trainer (* 1897)
- 03. September: Heinrich Schönfeld, österreichischer Fußballspieler (* 1900)
- 03. September: Johannes Viljoen, südafrikanischer Leichtathlet (* 1904)
- 09. September: Giannina Marchini, italienische Leichtathlet (* 1906)
- 09. September: Erik Rylander, schwedischer Skispringer (* 1905)
- 10. September: Jack Heaton, US-amerikanischer Skeleton- und Bobfahrer (* 1908)
- 10. September: Laurits Jørgensen, dänischer Stabhoch- und Dreispringer (* 1896)
- 11. September: Georges Pootmans, belgischer Eishockeyspieler (* 1917)
- 12. September: Hendrik Smits, niederländischer Ruderer (* 1907)
- 14. September: Alfredo Porzio, argentinischer Boxer (* 1900)
- 14. September: John Willems, US-amerikanischer Vielseitigkeitsreiter (* 1901)
- 15. September: Edward O’Brien, US-amerikanischer Leichtathlet (* 1914)
- 19. September: Sidney Swann, britischer Ruderer (* 1890)
- 21. September: Nils Middelboe, dänischer Fußballspieler und Leichtathlet (* 1887)
- 21. September: Jens Salvesen, norwegischer Segler (* 1883)
- 21. September: Achille Souchard, französischer Radrennfahrer (* 1900)
- 24. September: Gilbert Auvergne, französischer Leichtathlet und Fußballspieler (* 1905)
- 25. September: Friedrich Jungblut, deutsch-österreichischer Eisschnellläufer (* 1907)
- 25. September: Carlo Mattrel, italienischer Fußballspieler (* 1937)

### Oktober
- 04. Oktober: Lauritz Christiansen, dänischer Langstreckenläufer (* 1892)
- 06. Oktober: Hans Theilig, deutscher Handballspieler (* 1914)
- 06. Oktober: Nancy Uranga Romagosa, kubanische Florettfechterin (* 1954)
- 07. Oktober: Toyoda Hisakichi, japanischer Schwimmer (* 1912)
- 10. Oktober: Tadeusz Friedrich, polnischer Fechter und Fechttrainer (* 1907)
- 12. Oktober: André Vandelle, französischer Skisportler (* 1902)
- 14. Oktober: Gáspár Borbás, ungarischer Fußballspieler (* 1890)
- 16. Oktober: Enrico Poggi, italienischer Segler (* 1908)
- 24. Oktober: Freddie van der Goes, südafrikanische Schwimmerin (* 1908)
- 25. Oktober: John Sörenson, schwedischer Turner (* 1889)
- 29. Oktober: Renzo Vestrini, italienisch-venezolanischer Ruderer (* 1906)
- 30. Oktober: Karianne Christiansen, norwegische Skirennläuferin (* 1949)

### November
- 03. November: Giuseppe Cavanna, italienischer Fußballspieler (* 1905)
- 04. November: Toni Ulmen, deutscher Motorrad- und Automobilrennfahrer (* 1906)
- 05. November: Franciszek Szymczyk, polnischer Radrennfahrer und Radsportfunktionär (* 1892)
- 07. November: Wivan Pettersson, schwedische Schwimmerin (* 1904)
- 08. November: Giorgio Ferrini, italienischer Fußballspieler (* 1939)
- 08. November: Lawrence Knapp, US-amerikanischer Hockeyspieler (* 1905)
- 09. November: Bernhard Rein, estnischer Fußballspieler und -trainer (* 1897)
- 09. November: Armas Taipale, finnischer Diskuswerfer (* 1890)
- 10. November: Wout Buitenweg, niederländischer Fußballspieler (* 1893)
- 12. November: András Wanié, ungarischer Schwimmer und Wasserballspieler (* 1911)
- 23. November: Pierre Hemmer, luxemburgischer Leichtathlet (* 1912)
- 24. November: Jacques Landry, kanadischer Skispringer (* 1911)

### Dezember
- 02. Dezember: Alfredo Dinale, italienischer Radrennfahrer (* 1900)
- 03. Dezember: Ernfrid Rydberg, schwedischer Leichtathlet (* 1896)
- 06. Dezember: Magnús Brynjólfsson, isländischer Skirennläufer (* 1923)
- 06. Dezember: Marcel Leboutte, belgischer Fußballspieler (* 1880)
- 07. Dezember: Carol Bartha, rumänischer Fußballspieler (* 1923)
- 09. Dezember: Thor Jensen, norwegischer Turner (* 1880)
- 19. Dezember: Heinrich Rehder, deutscher Sprinter (* 1887)
- 19. Dezember: János Rihetzky, ungarischer Ringer (* 1903)
- 25. Dezember: Waldemar Seunig, österreichischer Reiter und Pferdetrainer (* 1887)
- 26. Dezember: Gottfried Hermann, österreichischer Turner (* 1910)
- 27. Dezember: Anders Ahlgren, schwedischer Ringer (* 1888)
- 28. Dezember: Manuel Alday, spanischer Fußballspieler (* 1917)

### Datum unbekannt
- Hedy Bienenfeld, österreichische Schwimmerin (* 1906)
- Karl Burkhart, Schweizer Radrennfahrer (* 1908)
- Jean Thompson, kanadische Leichtathletin (* 1910)